# Excoecaria confertiflora
Excoecaria confertiflora là một loài thực vật có hoa trong họ Đại kích. Loài này được A.C.Sm. mô tả khoa học đầu tiên năm 1978.